# 531

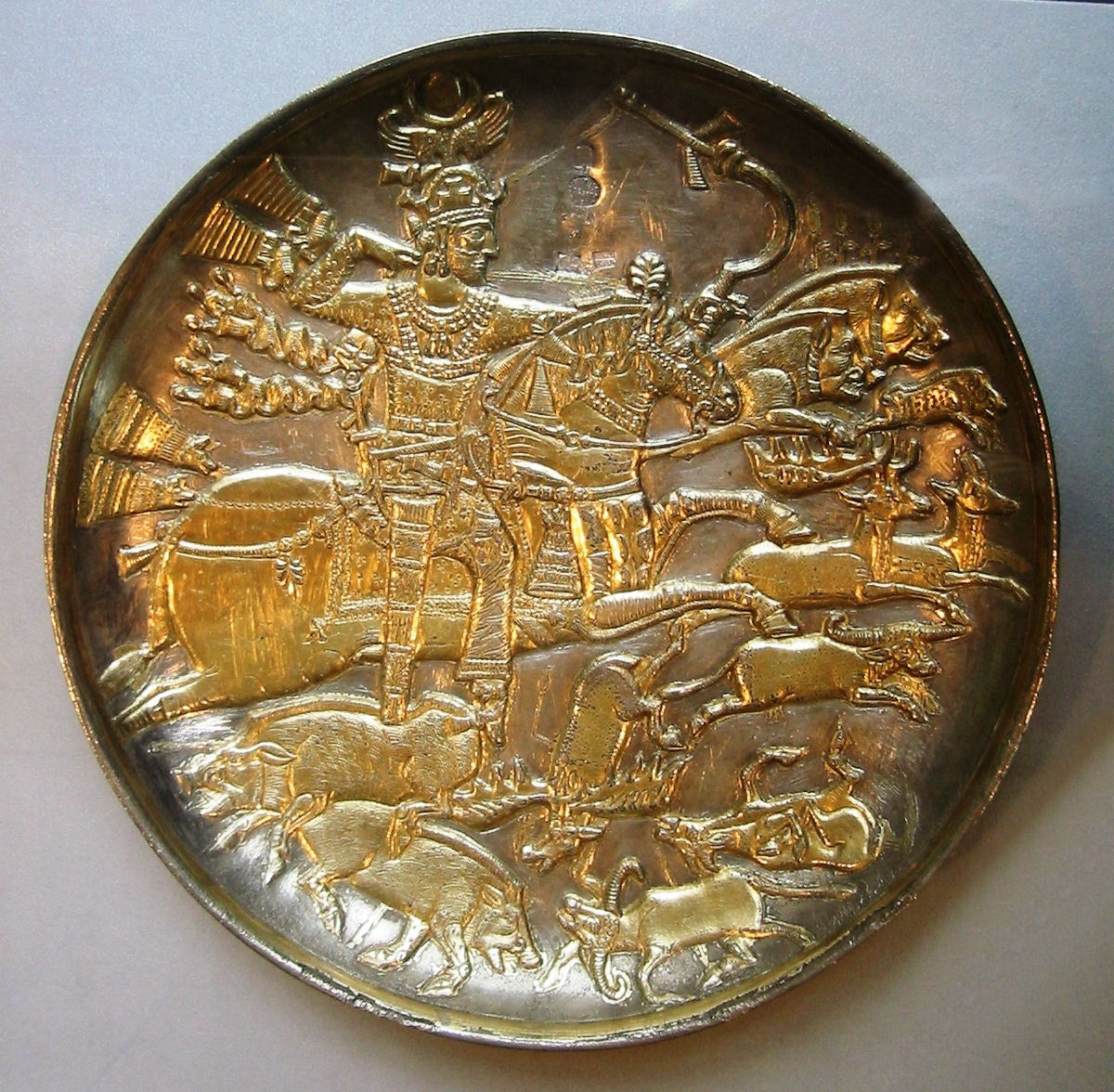
Koning Khusro I tijdens een jachtpartij

Het jaar 531 is het 31e jaar in de 6e eeuw volgens de christelijke jaartelling.

## Gebeurtenissen

### Byzantijnse Rijk
- Keizer Justinianus I begint met de vervolging van heidenen in Constantinopel. Het bezit van vele onschuldige burgers wordt geconfisqueerd.
- Keizerin Theodora I overtuigt Justinianus I de vervolging van de monofysieten te beëindigen. Groepen monniken keren terug uit ballingschap.
- Grod, koning van de Goten in het gebied ten noorden van de Krim, laat zich dopen in Constantinopel. Zijn felle bestrijding van het heidendom leidt tot een opstand. Opstandelingen veroveren tijdelijk de Byzantijnse stad Bosporus.

### Europa
- De Franken en hun bondgenoten de Saksen onder leiding van koning Chlotarius I verslaan bij Burgscheidungen de Thüringers. Het koninkrijk Thüringen wordt ingelijfd en valt voortaan als hertogdom onder de Frankische invloedssfeer.
- Koning Childebert I ontvangt een smeekbede van zijn zuster Clothilde, echtgenote van koning Amalarik, dat ze haar christelijke geloof niet kan belijden door toedoen van haar man. Childebert begint een veldtocht tegen de Visigoten en valt Septimanië (Zuid-Gallië) binnen.
- Childebert I verovert de Visigotische hoofdstad Narbonne. Amalarik slaat op de vlucht en steekt per boot over naar Barcelona. In een kerk wordt hij door zijn eigen soldaten vermoord. Theudis volgt hem op als koning van de Visigoten.
- Clothilde keert met het Frankische leger terug naar Francië. Onderweg overlijdt ze aan de gevolgen van een ongeluk. Childebert I laat haar lichaam in Parijs begraven, in het familiegraf bij haar vader Clovis I.

De bisschopszetel Vermand wordt verplaatst naar Noyon,
wat beter verdedigbaar is. Het bisdom Doornik wordt bij dat van Noyon gevoegd.

### Perzië
- Een Perzisch leger van 20.000 man cavalerie onder Azarethes valt Syrië binnen, en rukt op naar Antiochië.
- 19 april - Slag bij Callinicum: Azarethes verslaat het leger van Belisarius, maar de eigen verliezen zijn zo hoog dat de verdere opmars wordt afgebroken.
- Koning Kavad I overlijdt na een regeerperiode van 43 jaar. Hij wordt opgevolgd door zijn zoon Khusro I als heerser (sjah) van het Perzische Rijk.

### Japan
- Ankan (r. 531-536) volgt zijn vader Keitai op als de 27e keizer van Japan. Tijdens zijn regeerperiode laat hij in het land grote graanschuren bouwen. (Dit volgens de Kojiki)

## Vroegchristelijke bouwkunst
- In de Herdenkingskerk van Mozes (huidige Jordanië) wordt in het baptisterium de "jachtmozaïek" aangelegd.

## Overleden
- Amalarik, koning van de Visigoten
- Clothilde, dochter van Clovis I
- Eleutherius, bisschop van Doornik (waarschijnlijke datum)
- Kavad I (82), koning van de Sassaniden (Perzië)
- Keitai, keizer van Japan (waarschijnlijke datum)